# Avenue Fairmount
L’avenue Fairmount est une voie de Montréal située dans les arrondissements Le Plateau-Mont-Royal et Outremont.

## Situation et accès
C'est une voie semi-commerciale des quartiers Mile End et Outremont.

## Origine du nom
La Commission de toponymie du Québec écrit à son propos : « Cette appellation fait référence au nom de la villa familiale du notaire Stanley Clark Bagg (1820-1873), sise sur la rue Saint-Urbain. C'est son fils, Robert Stanley Bagg (1848-1912) qui céda une partie du terrain nécessaire à l'établissement de cette avenue et qui l'a baptisée ainsi. La famille Bagg était considérée comme l'un des plus importants propriétaires terriens de l'île de Montréal. »

## Bâtiments remarquables et lieux de mémoire
Elle est connue pour la présence du Collège Français, le casse-croûte Wilensky, et de Fairmount Bagel.

## Galerie

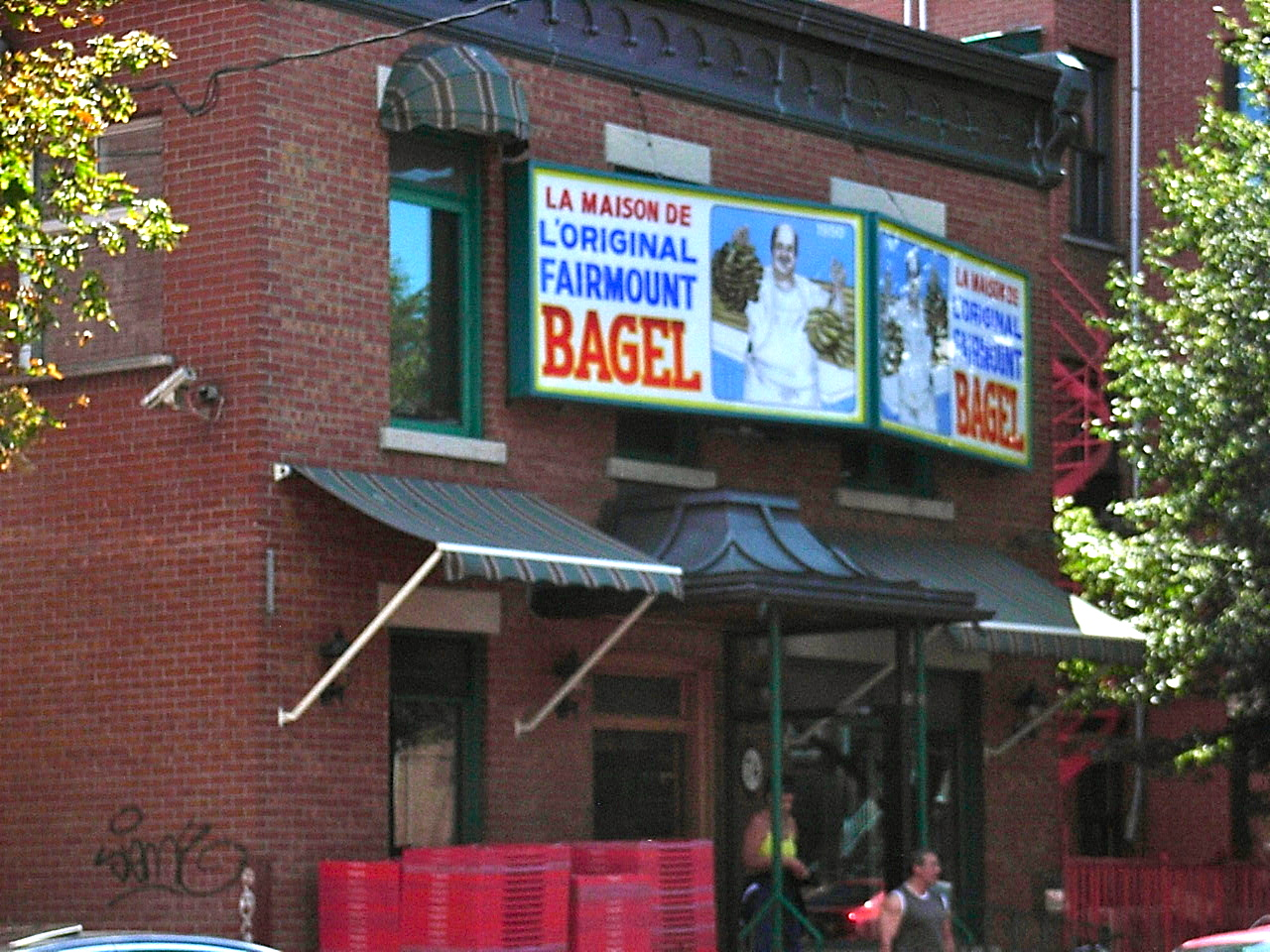
Le Fairmount Bagel, institution notoire de Montréal.
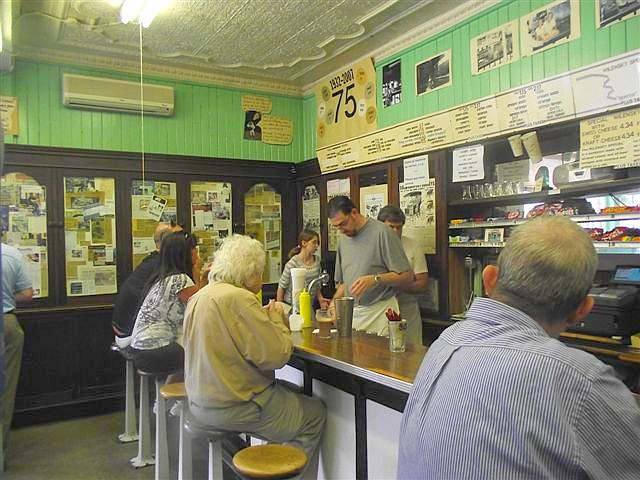
Le Wilensky's, restaurant notoire de Montréal.
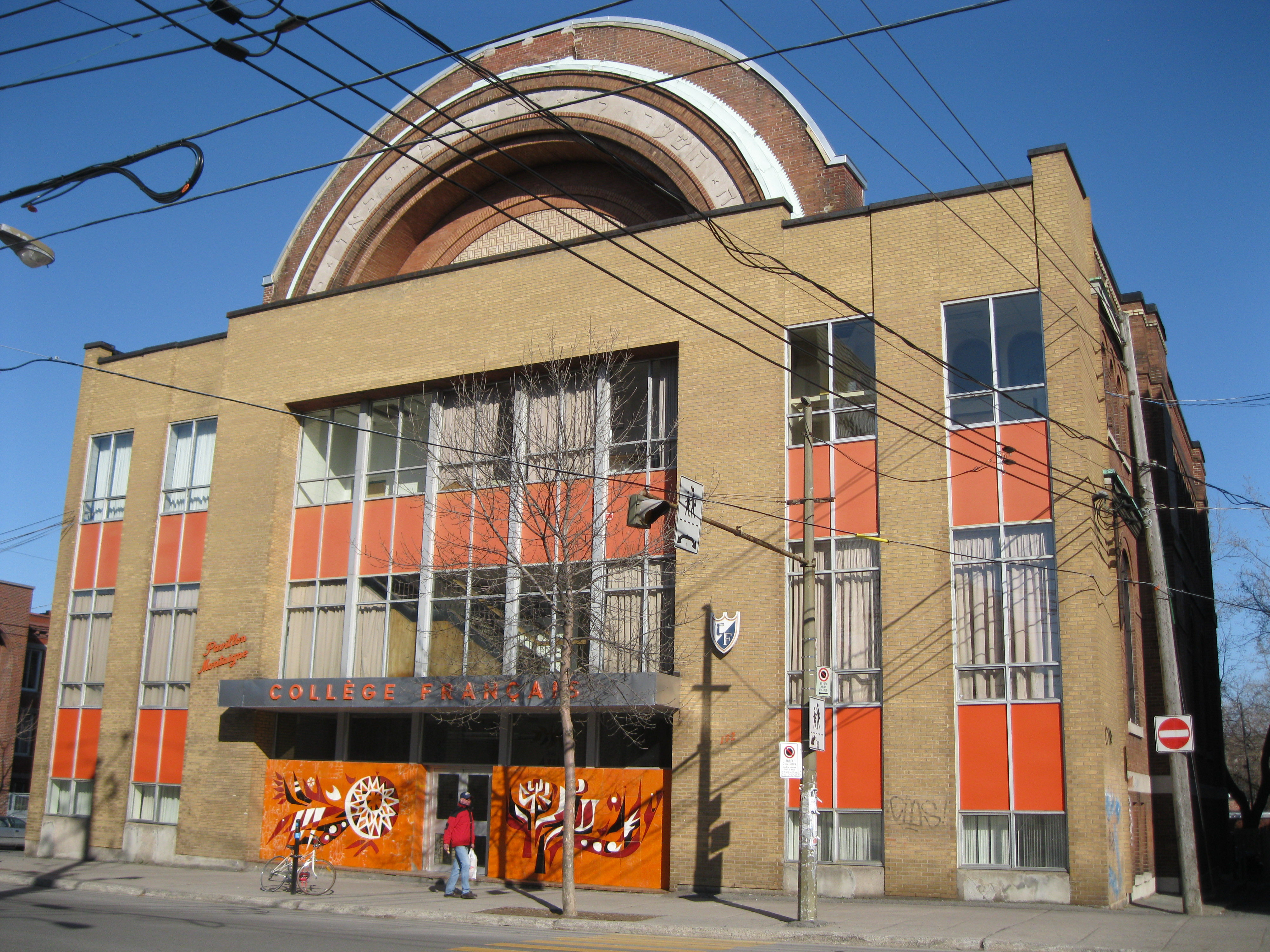
Le Collège Français, dans l'ancien synagogue B'nai Jacob.

|  |  |